# Shoal Bay Receiving Station
Koordinaten: 12° 21′ 31,7″ S, 130° 58′ 55,9″ O
Die Shoal Bay Receiving Station ist eine nachrichtendienstliche Anlage bei Darwin, Northern Territory, Australien. Sie befindet sich an der Bucht Shoal Bay etwa 17 Kilometer entfernt von Darwin. Betreiber ist das Australian Signals Directorate in Zusammenarbeit mit anderen Teilen des Department of Defence und der Australian Defence Force. Die Anlage ist Teil des ECHELON-Programms. Abgehört wird die zivile und militärische Telekommunikation von Indonesien. Die Station wird nach dem UKUSA Abkommen, welches auch Five Eyes genannt wird, betrieben.
Laut Bericht des Europäischen Parlamentes vom 11. Juli 2001 wurde die Station vom australischen Nachrichtendienst betrieben und zählte 10 Satellitenantennen. Der Bericht stützte sich auf die Angaben des Autors Jeffrey T. Richelson, ehemaliges Mitglied des 1985 gegründeten National Security Archive. Laut Richelson waren die Antennen auf die indonesischen PALAPA-Satelliten ausgerichtet.
Im Jahr 2005 hatte die Station 17 Antennen. In der Station arbeiteten zu dieser Zeit 85 Personen, davon 45 von Boeing Australien.
Der Sydney Morning Herald benannte die Shoal Bay Receiving Station als eine von vier Überwachungseinrichtungen in Australien neben Pine Gap, HMAS Harman und Geraldton/Kojarena, welche die Software XKeyscore benutzen, um Daten für die NSA zu sammeln. Weiterhin hat die Zeitung die Shoal Bay Abhöranlage mit dem berühmten Bletchley Park verglichen, wo die Engländer während des Zweiten Weltkriegs die mit der Enigma verschlüsselte Kommunikation der Deutschen entschlüsselt haben.